# Liste der Monuments historiques in Châteaubleau
Die Liste der Monuments historiques in Châteaubleau führt die Monuments historiques in der französischen Gemeinde Châteaubleau auf.

## Liste der Bauwerke
| Bezeichnung                 | Beschreibung | Standort | Kennzeichnung | Schutzstatus           | Datum          | Bild           |
| --------------------------- | ------------ | -------- | ------------- | ---------------------- | -------------- | -------------- |
| Gallo-römische Ausgrabungen |              | (Lage)   | PA00086877    | Inscrit Classé Inscrit | 1969 1981 1983 | weitere Bilder |